# Punama philippina
Punama philippina är en insektsart som beskrevs av Frederick Arthur Godfrey Muir 1916. Punama philippina ingår i släktet Punama och familjen sporrstritar. Inga underarter finns listade i Catalogue of Life.